# Nü-su írás
A nü-su (nüshu) (szó szerint: „női írás”) egy  szótagírásjeleket és a kínai írásjegyek sajátos módon leegyszerűsített, módosított formáiból kialakított jeleit használó írásrendszer, amelyet kizárólag nők használnak a kínai Hunan tartománybeli Csiangjung (Jiangyong) 江永 megyében.

## A nyelv
A nü-su (nüshu) írást kizárólag egy Hunan tartománybeli déli nyelvjárás, az úgynevezett hsziangnan (xiangnan)i nyelvjárás (hsziangnan tu-hua (xiangnan tuha) 湘南土话) lejegyzésére használják, amelyet Csiangjung (Jiangyong) megyében a Hsziang (Xiang)- 潇 és a Jungming (Yongming) 永明 -folyó vidékén élők beszélnek. Ennek a nyelvjárásnak a pontos hovatartozása máig nem tisztázott. Jelentős különbségeket mutat ugyanis a Hunan tartományban létező többi nyelvjárástól. A mindennapi gyakorlatban természetesen itt is a köznyelv írásos formáját használják. Hunan tartományban a han kínai lakosság mellett nagy számú jao (yao) 瑤 nemzetiség is él, de a nü-su (nüshu) írást kizárólag a helyi kínai nyelvre használják.

## Története
A történelem során hosszú évszázadokon keresztül az írás-olvasás elsajátításának lehetősége szinte kizárólag a férfiak privilégiuma volt. Ennek oka a társadalmat mélyen átható konfuciánus erkölcstanokban gyökerezik. A leginkább a hivatalnoki és tudóskarrierhez szükséges ismereteket csak a férfiak kiváltságos kisebbsége szerezhette meg, és kevés – általában az arisztokrata családok leányainak – kivételével az írástudatlan asszonyok feladata kizárólag a családra, a ház körüli teendőkre összpontosult. Ezen csak a császárkort követően (1911 után), a 20. században bevezetett oktatási reformok változtattak.
Pontosan nem állapítható meg, hogy a nü-su (nüshu) mikor alakult ki, de egyes körülmények alapján arra lehet következtetni, hogy erre mindenképpen i. sz. 900 után került sor, amikor a kínai írásjegyek azon szabványosítását végrehajtották, amely előzményei lehetnek a nü-su (nüshu)ban használt karaktereknek. A nü-su (nüshu) írás nem hivatalos használatára már a Szung (Song)- és a mongol Jüan (Yuan)-dinasztia idejéről meggyőző források vannak, de fénykorát valamikor a mandzsu Csing (Qing)-dinasztia (1644-1911) második felében érhette el.
A 20. század közepén megtorpant a nü-su (nüshu) írás gyakorlata, mert a mindenkori kínai kormány a köznyelvet és ennek írott változatát szorgalmazta és tette általánosan kötelezővé.
A nü-su (nüshu) feltehetően utolsó autentikus használója, Jang Huan-ji (Yang Huanyi) 阳焕宜, aki még kislány korában sajátította el a titkos nő írást 2004. szeptember 20-án, 98-évesen hunyt el. Élete utolsó éveiben hasznos ismeretekkel szolgált az írás kutatói számára.

## Jellemzői

A nü-su (nüshu) kifejezés nü-su (nüshu) írással (jobbról balra olvasandó).

A nü-su (nüshu) – ellentétben a tisztán logografikus jellegű kínai írással – fonetikus alapú szótagírás, amely emellett kínai mintára használ logografikus írásjegyeket is. Mintegy 6-700 különböző jelet használ a szótagok jelölésére, habár ennek a fele is elég lenne a nyelvjárásban létező szótagok jelölésére. Az írás legelismertebb szakértőjének számító Csou Suo-ji (Zhou Shuoyi) 周碩沂 (1926-2006) – aki az első férfi volt, aki elsajátította a nü-su (nüshu) írást – szótárában (Nü-su ce-tien (Nüshu zidian) 《女书字典》) mintegy 17-18 ezer jelét és variánsát gyűjtötte össze a nü-su (nüshu)nak.
A nü-su (nüshu) hagyományosan, akárcsak régen a kínai, fentről lefele, jobbról balra haladó sorokba rendeződik, és nem használ központozást. Jeleit a szabályos kínai írás úgynevezett kaj-su (kaishu) írásformájából alakították ki.

## Nü-su(Nüshu)írásos művek
Feltehetően magának a nü-su (nüshu) írásnak a kialakulása is összefügghet azzal, hogy a térségben régi, jelentős hagyománya van az egymásnak „fogadalmat tevő nővérek” szokásának, ami azt jelentette, hogy a falusi lányok örök barátságot és hűséget esküdtek egymásnak. A nők testvéri közösségét később csak a házasság szakította meg. Az esküvőjüket követő harmadik napon a fiatalasszonyok titokban kézhez kapták az úgy nevezett „Harmadik napi írásokat” (szan-csao-su (sanchaoshu) 三朝書, amelyben az újdonsült asszonynak korábbi társai és édesanyja nü-su (nüshu)val lejegyzett kézírásos levelekben fejezik ki, hogy mennyire fájlalják, hogy elvesztették őt, és egyben házassági jókívánságaikat is megfogalmazzák. Ezt a szöveget a vőlegény, az ifjú férj nem tudta elolvasni. A könyvformátumú ajándék elején a kívánságok voltak, a többi lapon viszont már az asszonyként élő nő jegyezhette fel saját tapasztalatait, érzéseit.

## Anü-su(nüshu)modern kori felfedezése
A nü-su (nüshu) létezésére a tudományos közvélemény csak az 1980-as években figyelt fel. Több verziója is ismeretes annak, hogy az évszázadokig titokban tartott nyelv végül hogyan és mikor „lepleződött le”. Lin Lee Lee, a Minnesotai Egyetem kutatója a nyolcvanas években számolt be arról, hogy egy Csiangjung (Jiangyong) megyei nő, amikor meglátogatta pekingi rokonait, számukra érthetetlen nyelven beszélt és írt, s ennek eredményeként látott napvilágot a nü-su (nüshu) írás létezése.
A már említett Csou Suo-ji (Zhou Shuoyi) szerint a nyelv modern felfedezése máshogyan történt. Szerinte a nyelvet akkor fedezték fel, amikor egyik, hat nemzedékkel korábban élt felmenője írt egy verset „Neveld a lányokat!” címmel, amelyet nemzedékről nemzedékre adták tovább a helybéliek, és közben nü-su (nüshu) írással is lejegyezték. Egyik nagynénje viszont az 1920-as években elhozta ezt a változatot Csou (Zhou) édesapjának, aki annak megfejtését a fiára bízta. Csou (Zhou) később, a Csiangjung (Jiangyong) megyei hivatal kulturális osztályának munkatársaként az ötvenes években felfedezett egy helyi asszonycsoportot, akik még használták a nü-su (nüshu)t. Minthogy Csou (Zhou) anyanyelve a helyi dialektus volt, valamelyest megértette a nü-su (nüshu)t, és felismerte annak jelentőségét. Csou (Zhou) felfedezéséről beszámolt a fővárosi hatóságoknak, de a kulturális forradalom idején a kommunisták „jobboldali elhajlónak” minősítették, az általa összegyűjtött dokumentumokat, forrásokat pedig a fanatikus vörös gárdisták megsemmisítették. 1979-ben kezdhette újra munkáját a helyi múzeum alkalmazásában. A nü-su (nüshu)t írni és olvasni ekkoriban tanulta meg. 1982-ben könyvet is írt a régió kultúrájáról, és ebben egy teljes fejezetet szentelt a nü-su (nüshu)nak.

## Anü-su(nüshu)ma
A nü-su (nüshu) írás tanulmányozása ma már nem csupán Kínára korlátozódik. A kínai szakemberekkel együttműködve egyre több nyugati kutató is bekapcsolódott a kínai egyetemeken, kutatóintézetekben az 1980-as évektől zajló projektekbe.
A helyi hatóságok igyekeznek kihasználni a nü-su (nüshu) írás iránti érdeklődésből fakadó lehetőségeket. A 2000-es évek elején 80 ezer amerikai dollárért építettek fel egy kisebb múzeumot és iskolát Pumej (Pumei)ben, ahol a helybéli lányoknak tanítják az írást.
A turistáknak árult helyi ajándéktárgyakat is előszeretettel dekorálják nü-su (nüshu) írással hímzett, kalligrafált szövegekkel.